# Jake Allen
Jake Allen, född 7 augusti 1990, är en kanadensisk professionell ishockeymålvakt som spelar för Montreal Canadiens i NHL.
Han har tidigare spelat för St. Louis Blues i NHL; Peoria Rivermen och Chicago Wolves i AHL samt Voltigeurs de Drummondville och Montréal Juniors i Ligue de hockey junior majeur du Québec (LHJMQ).
Allen vann Stanley Cup med St. Louis Blues säsongen 2018–2019.

## Klubblagskarriär

### NHL

#### St. Louis Blues
Han draftades i andra rundan i 2008 års draft av St. Louis Blues, som 34:e spelare totalt.

#### Montreal Canadiens
Den 2 september 2020 tradades han till Montreal Canadiens i utbyte mot ett draftval i tredje rundan och ett i sjunde rundan, i NHL-draften 2020.